# Tymovskoe
Tymovskoe (in russo Тымовское?) è un insediamento di tipo urbano della Russia asiatica situato nell'Estremo Oriente Russo, nell'oblast' di Sachalin. È il centro amministrativo del distretto Tymovskij.
Si trova nella parte centrale dell'isola di Sachalin, sulle rive del fiume Tym'.